# Feijenoord (wijk)
Feijenoord is de eerste uitbreidingswijk van Rotterdam ten zuiden van de Nieuwe Maas. De wijk werd begrensd door de (inmiddels gedeeltelijk gedempte) Spoorweghaven in het westen en de Koningshaven en de Nieuwe Maas in het noorden en oosten. De wijk is onderdeel van het stadsdeel Feijenoord. Een doorgaande verkeersroute in de wijk is de Oranjeboomstraat.
De stedenbouwkundige opzet van de wijk Feijenoord is met name bepaald door de ligging van de havens en de loop van de spoorlijnen. Feijenoord wordt doorsneden door de spoorlijn Rotterdam-Dordrecht. Daarnaast bepalen de spoorlijnen naar de haventerreinen het verloop van een groot aantal straten. Tegenwoordig heeft Feijenoord de status van 'aandachtswijk'.

## Geschiedenis
Fijenoord of Feijenoord werd vroeger meestal 'de Noord' genoemd. Het woord 'noord' (noort) is ontstaan doordat in het verleden in het woord ‘oort’ de ‘n’ van het verbogen lidwoord terecht is gekomen. Noord kwam daardoor vroeger veel voor naast oord. Het betekent onder meer:  buitendijkse grond, uiterland. Deze gronden werden vroeger dus ‘oorden’ of ‘noorden’ genoemd. Op een kopie van een plattegrond uit het midden van de 17e eeuw – aanwezig in het stadsarchief van Rotterdam – staat het eiland Feijenoord genoteerd als Fyen Noort.
Feijenoord was vroeger een eilandje in de rivier. Rotterdam werd er eigenaar van door aankoop van twee derde deel in 1591 van Dijkgraaf en Hoogheemraden van den Nieuwen Buitenwaard en het andere derde in 1658 van Dijkgraaf en Hoogheemraden van Oost-IJsselmonde. Het groeide door aanslibbing steeds dichter naar het eiland IJsselmonde toe. In 1795 is het door Rotterdam bedijkt. In de tweede helft van de 19e eeuw waren de twee eilanden slechts door een smal afgedamd water, dat Zwanegat genoemd werd, van elkaar gescheiden. Dit watertje verdween bij de aanleg van de Spoorweghaven.
Op dit eiland bevonden zich vroeger het pesthuis en de executieplaats van Rotterdam. Het pesthuis werd later het "Stadsgebouw", en huisvestte het Koninklijk Instituut der Marine, een marine-opleiding voor jongens uit de volksklasse.
De scheepswerf Fijenoord werd in 1825 op het eiland gevestigd als onderdeel van de twee jaar daarvoor opgerichte sleepbootrederij van stoommachinepionier Gerhard Moritz Roentgen.
De woonwijk is verrezen tussen 1885 en 1910 toen de Rotterdamse bevolking groeide van ca. 181.000 tot 426.000 inwoners. Hiervan kan een groei met ca. 40.000 inwoners worden toegeschreven aan de (gedeeltelijke) annexaties van naburige gemeentes. Woningbouw was een private aangelegenheid met winstoogmerk. Er moesten veel goedkope woningen met lage huren gebouwd worden voor arbeiders met lage lonen. De bouwverordening in die tijd was minder veeleisend dan tegenwoordig. Een groot deel van deze woningen is na 1970 afgebroken en vervangen door nieuwe sociale woningbouw.

## Afbeeldingen

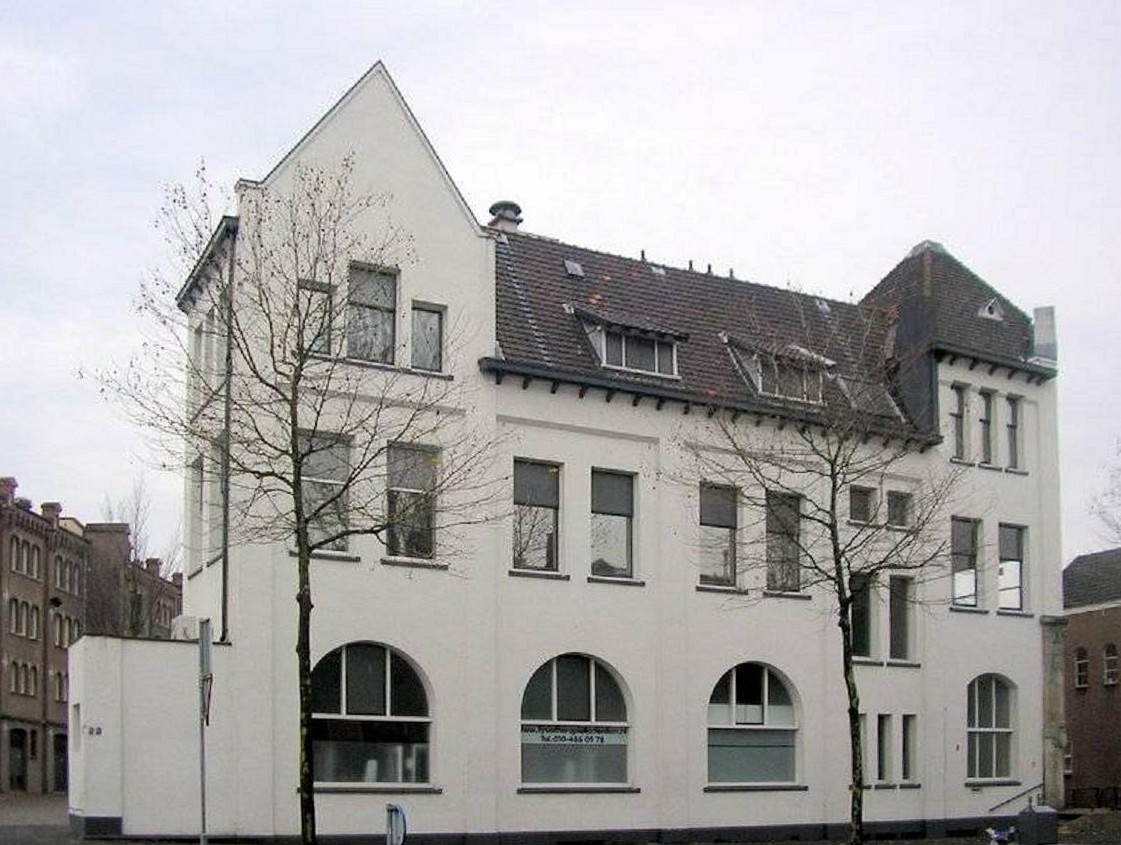
Voormalig hoofdkantoor en station der R.T.M.
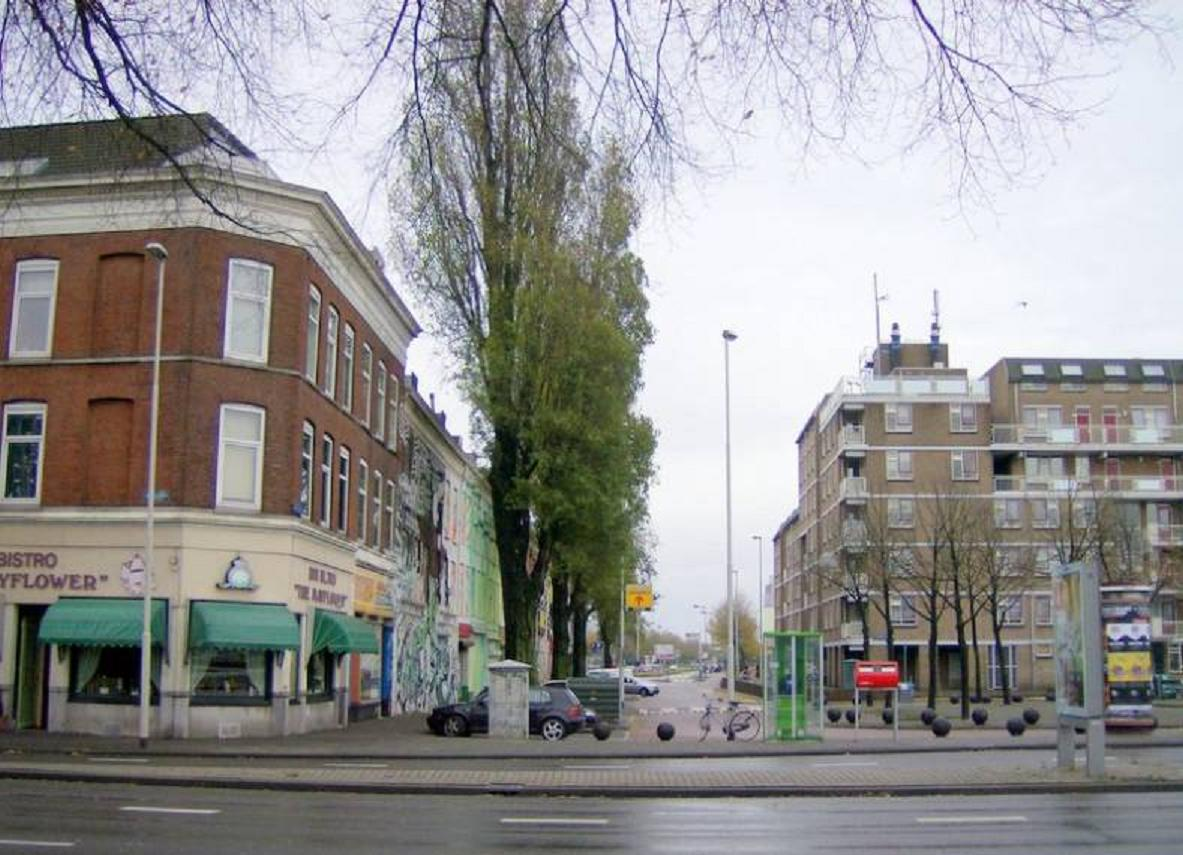
Rosestraat en Stieltjesplein.
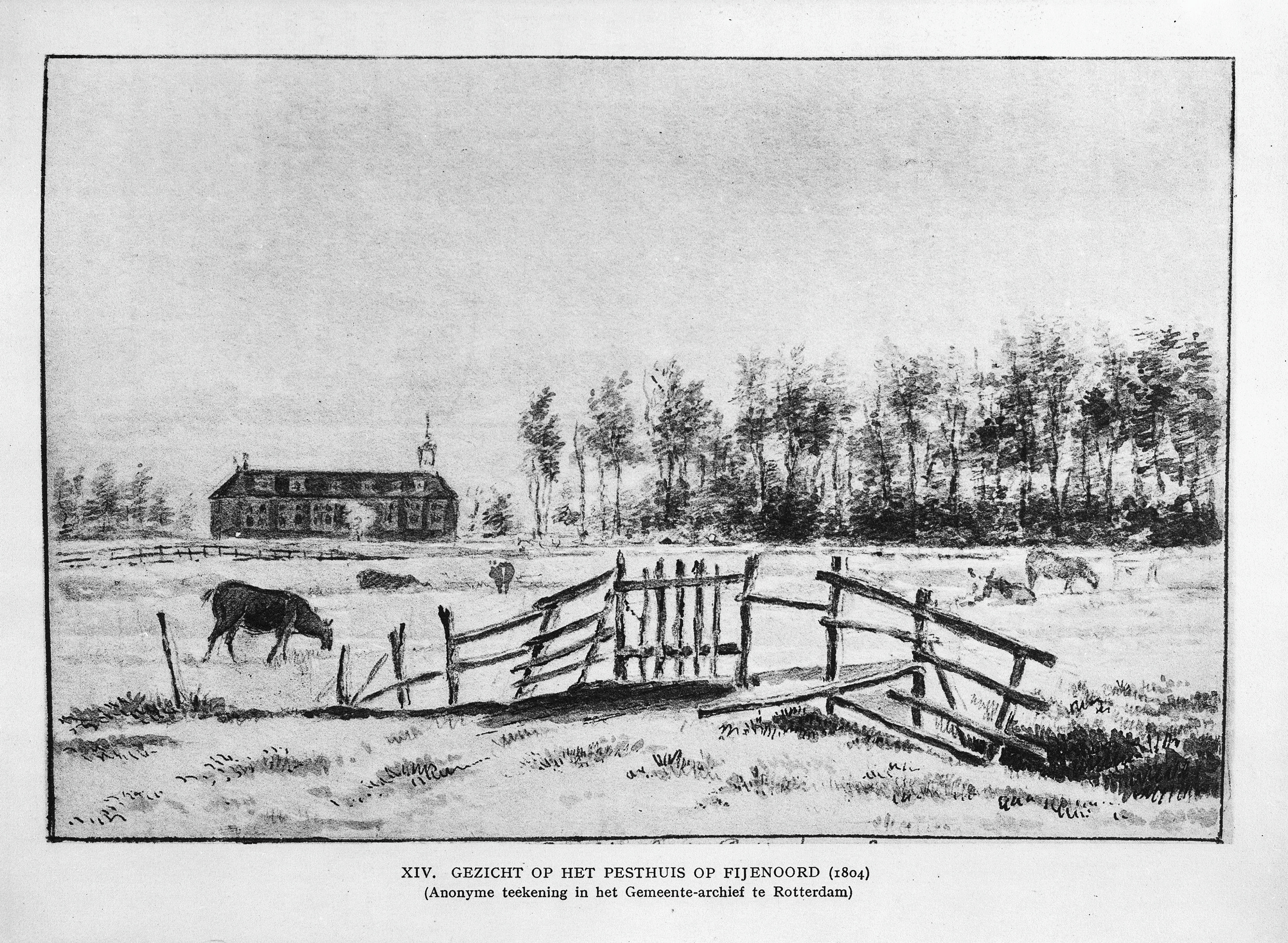
Gezicht op het pesthuis op Feijenoord (1804).

Afrikaanderwijk · 
Bloemhof · 
Feijenoord · 
Hillesluis · 
Katendrecht · 
Kop van Zuid · 
Noordereiland ·
Vreewijk
Rotterdam Centrum ·
Rotterdam-Noord ·
Rotterdam-Oost ·
Rotterdam-West ·
Rotterdam-Zuid ·
110-Morgen ·
Afrikaanderwijk ·
Agniesebuurt ·
Bergpolder ·
Beverwaard ·
Blijdorp ·
Blijdorpse polder ·
Bloemhof ·
Boomgaardshoek ·
Bospolder-Tussendijken ·
CS-kwartier ·
Carnisserbuurt ·
Cool ·
Crooswijk ·
De Esch ·
De Veranda ·
Delfshaven ·
Delfshaven-Schiemond ·
Dijkzigt ·
Feijenoord ·
Gadering ·
Groenenhagen-Tuinenhoven ·
Groot-IJsselmonde ·
Heijplaat ·
Het Lage Land ·
Hillegersberg ·
Hillesluis ·
Homerusbuurt ·
Hordijkerveld ·
Kandelaar ·
Karl Marxbuurt ·
Katendrecht ·
Kiefhoek ·
Kleinpolder ·
Kleiwegkwartier ·
Kop van Zuid ·
Kralingen ·
Kralingse Veer ·
Kreekhuizen ·
Landzicht ·
Liskwartier ·
Lloydkwartier ·
Lombardijen ·
Meeuwenplaat ·
Middelland ·
Middengebied ·
Millinxbuurt ·
Molenlaankwartier ·
Molièrebuurt ·
Nesselande ·
Nieuw Engeland ·
Nieuw-Mathenesse ·
Nieuwe Westen ·
Nooddorp ·
Noordereiland ·
Ommoord ·
Oosterflank ·
Oud-Charlois ·
Oud-IJsselmonde ·
Oud-Mathenesse ·
Oude Noorden ·
Oude Westen ·
Oudeland ·
Overschie ·
Pendrecht ·
Prinsenland ·
Provenierswijk ·
Reyeroord ·
Rubroek ·
Sagenbuurt ·
Scheepvaartkwartier ·
Schiebroek ·
Schiemond ·
's-Gravenland ·
Smeetsland ·
Spaanse Polder ·
Spangen ·
Sportdorp ·
Stadsdriehoek ·
Struisenburg ·
Tarwewijk ·
Terbregge ·
Tussenwater ·
Varenbuurt ·
Vondelingenplaat ·
Vreewijk ·
Waalhaven ·
Westpunt ·
Wielewaal ·
Witte Dorp ·
Zalmplaat ·
Zenobuurt ·
Zestienhoven ·
Zevenkamp ·
Zomerland ·
Zuidwijk